# Guillermo Cotugno
Guillermo Gastón Cotugno Lima (Montevideo, 17 marzo 1995) è un calciatore uruguaiano, difensore del Racing Montevideo.

## Carriera

### Club
Nella stagione 2013-2014 ha giocato 13 partite nella massima serie uruguaiana con il Danubio. Il 21 giugno 2015 il Rubin Kazan ne rileva tutto il cartellino dal Danubio.

### Nazionale
Nel 2015 ha conquistato un terzo posto nel campionato sudamericano Under-20.

## Palmarès

### Club

#### Competizioni nazionali
- Supercopa Uruguaya: 1

Nacional: 2019